# Eupithecia maerkerata
Eupithecia maerkerata är en fjärilsart som beskrevs av Schütze 1961. Eupithecia maerkerata ingår i släktet Eupithecia och familjen mätare. Inga underarter finns listade i Catalogue of Life.